# 北海道道863号川北茶志骨線

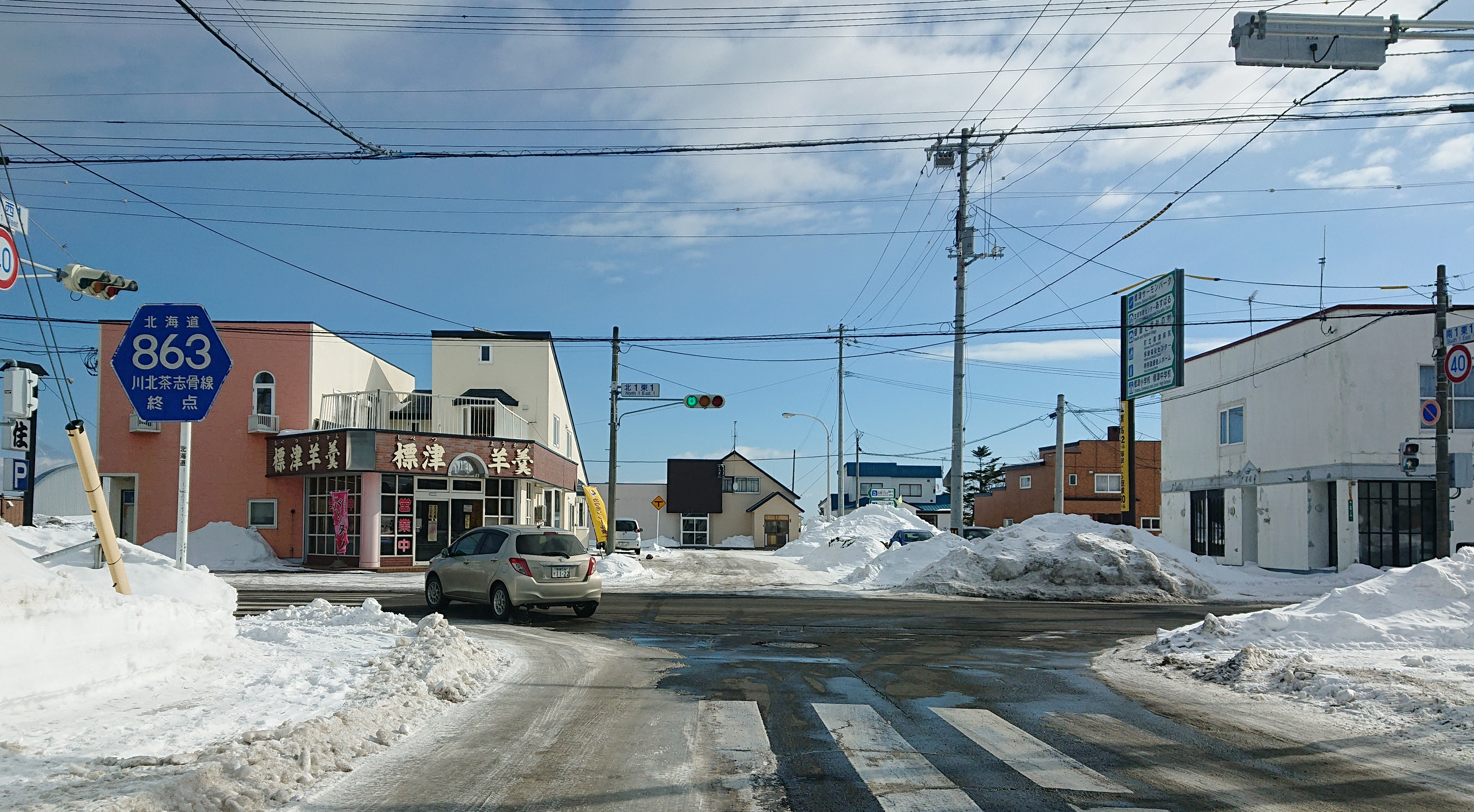
北海道道863号川北茶志骨線（標津町北7条西1丁目）

北海道道863号川北茶志骨線（ほっかいどうどう863ごう かわきたちゃしこつせん）は、北海道標津郡標津町を結ぶ一般道道である。

## 概要

### 路線データ
- 起点：北海道標津郡標津町川北（北海道道774号川北中標津線交点）
- 終点：北海道標津郡標津町北7条西1丁目（国道272号交点）
- 総距離：11.1 km（内、重複区間1 km）

## 歴史
- 1975年（昭和50年）3月31日 - 路線認定[1]。

## 地理

### 通過する自治体
- 根室振興局
  - 標津郡標津町

### 主な接続道路
標津町
- 北海道道774号川北中標津線 - 川北（起点）
- 国道244号 - 北1条西1丁目、北7条西1丁目（重複）
- 国道272号 - 北7条西1丁目（終点）

### 沿線にある施設など
標津町
- 古道遺跡
- 標津サーモンパーク - 北1条西6丁目1-1